# Bistum Uzès

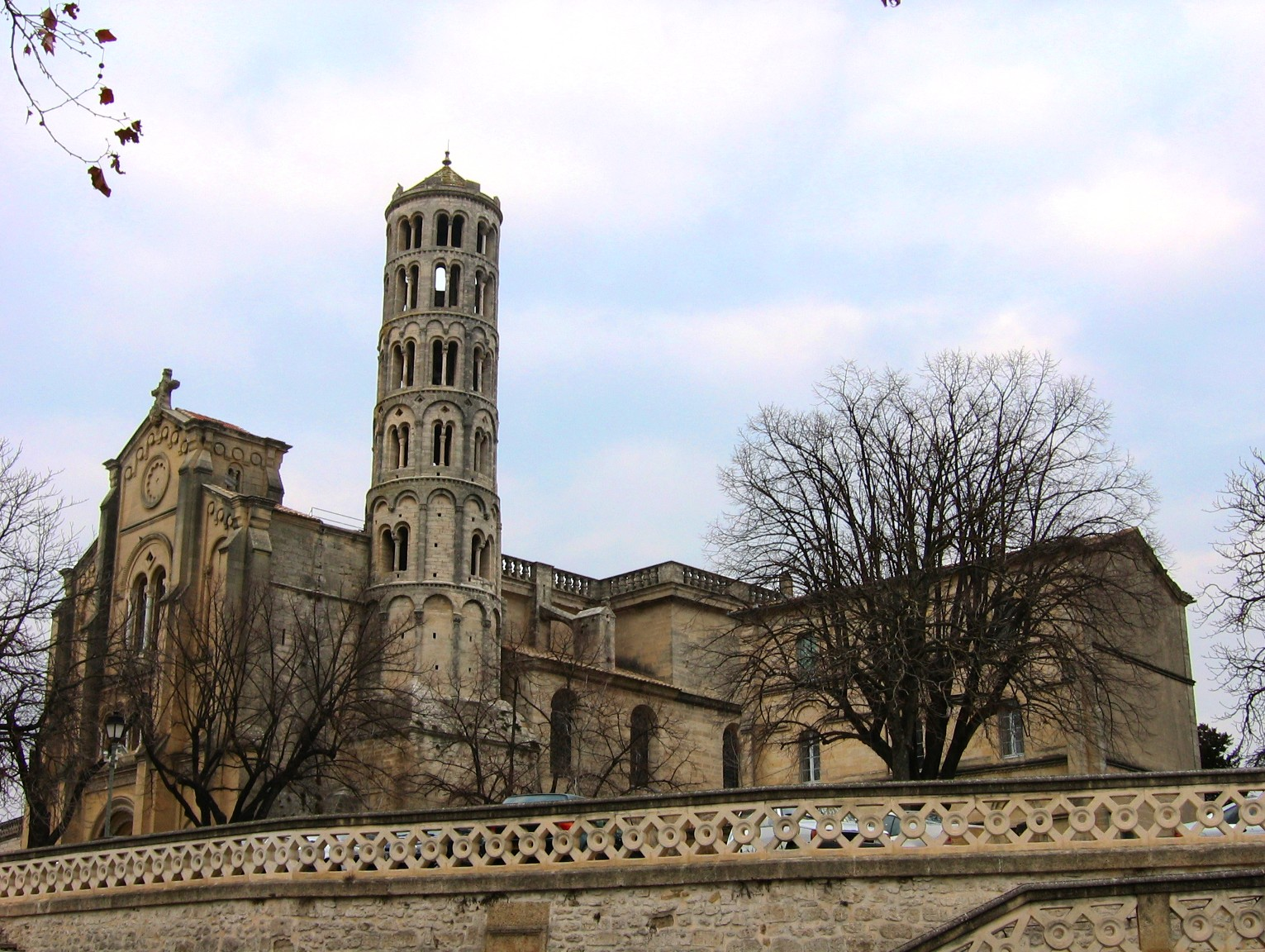
Kathedrale St. Théodorit in Uzès

Das Bistum Uzès (lateinisch Dioecesis Uticensis) war eine in Frankreich gelegene römisch-katholische Diözese mit Sitz in Uzès.

## Geschichte
Das Bistum Uzès wurde im 5. Jahrhundert errichtet. Erster Bischof war Konstantin. Das Bistum Uzès war dem Erzbistum Narbonne als Suffraganbistum unterstellt. Im Jahre 1736 umfasste das Bistum Uzès 180 Pfarreien.
Am 29. November 1801 wurde das Bistum Uzès infolge des Konkordates von 1801 durch Papst Pius VII. mit der Päpstlichen Bulle Qui Christi Domini aufgelöst und das Territorium wurde dem Erzbistum Avignon angegliedert.

## Die Kathedrale
Das Banner der ehemaligen Kathedrale St-Théodorit von Uzès, Südfrankreich, Département Gard, trägt einen Löwen auf rotem Grund mit der Devise Saint Théororit !

## Das Domkapitel von Uzès
Das Domkapitel von Uzès trägt drei silberne Rosen in der Anordnung 2 und 1 auf rotem Grund.